# Phillip Johnston
Philip Andrew Johnston (1898. február 27. – 1917. augusztus 17.) ausztrál ászpilóta.

## Élete

### Ifjúkora
Johnston 1898-ban született az ausztráliai Új-Dél-Walesben, Sydney városában.

### Katonai szolgálata
Szolgálatának korai szakasza, és katonai előmenetele ismeretlen. 1917 körül került a Brit Királyi Tengerészeti Légiszolgálathoz (Royal Naval Air Service), ahol a pilótaképzést követően a 8. tengerészeti repülőszázadba osztották be. Az első világháború kitörését követően a nyugati frontra került, ahol 1917. május 3-án szerezte meg első légi győzelmét Sopwith Triplane típusú repülőgépével egy német Albatros D.III-as földre kényszerítésével. Május 27-én ismét győzelmet aratott, ezúttal is egy Albatros-t lőtt le Neuvireuil közelében, 1917. június 16-án  pedig már harmadik légi győzelmének örülhetett. 1917. július 13-án sikerült dupláznia, megszerezve ezzel 5. légi győzelmét és az ászpilóta minősítést. Utolsó győzelmét 1917. július 22-én szerezte meg.
1917. augusztus 17-én részt vett, egy a 30. német repülőszázad (Jasta 30) ellen intézett támadásban. Wingles felett a gépek összecsaptak és nyomban öldöklő harc kezdődött. Hans Bethge német ászpilóta megtámadta és lelőtte Johnston és egy másik ausztrál pilóta repülőgépét. Johnston hősi halált halt.

### Légi győzelmei
| Sorszám | Dátum            | Egység                            | Repülőgép        | Ellenfél       |
| ------- | ---------------- | --------------------------------- | ---------------- | -------------- |
| 1       | 1917. május 3.   | 8. brit tengerészeti repülőszázad | Sopwith Triplane | Albatros D.III |
| 2       | 1917. május 27.  | 8. brit tengerészeti repülőszázad | Sopwith Triplane | Albatros D.III |
| 3       | 1917. június 16. | 8. brit tengerészeti repülőszázad | Sopwith Triplane | Aviatik C      |
| 4       | 1917. július 13. | 8. brit tengerészeti repülőszázad | Sopwith Camel    | Aviatik C      |
| 5       | 1917. július 13. | 8. brit tengerészeti repülőszázad | Sopwith Camel    | Aviatik C      |
| 6       | 1917. július 22. | 8. brit tengerészeti repülőszázad | Sopwith Camel    | Albatros D.III |